# Historia de Gentibus Septentrionalibus
L'Historia de Gentibus Septentrionalibus, en français Histoire des peuples du Nord, est une œuvre monumentale de Olaus Magnus sur les pays nordiques, rédigée en latin et imprimée à Rome en 1555. 
Cet ouvrage est resté longtemps pour le reste de l'Europe la référence pour tout ce qui touchait la Suède. Son succès fut accru par les nombreuses petites gravures sur bois (quasiment une par page), qui représentent les peuples nordiques et leurs coutumes étranges, qui étonnèrent l'Europe entière.
Il fut traduit en italien, (1565), allemand (1567), anglais (1658) et néerlandais (1665). Des résumés parurent à Anvers (1558 et 1562), Paris (1561), Amsterdam (1586), Francfort (1618) et Leiden (1652). 
Il reste de nos jours un répertoire important de nombreuses informations curieuses sur les us et coutumes et le folklore scandinaves.

## Illustrations
Quelques-unes des nombreuses gravures qui égayent l'ouvrage :

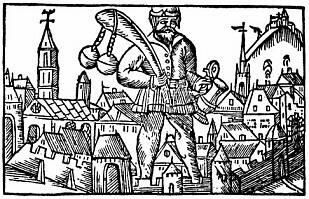
Description de la ville de Skänninge
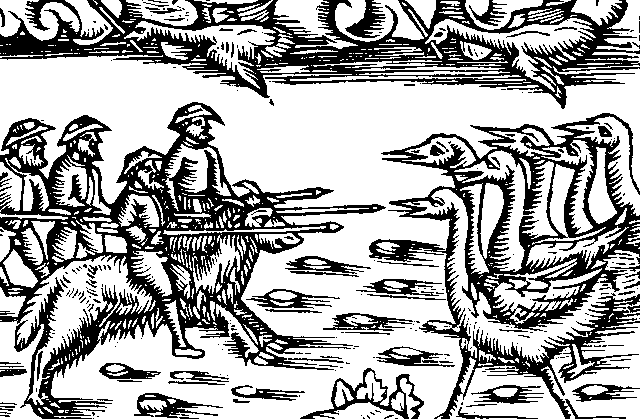
Nains combattant des grues, une coutume vraisemblablement répandue au nord de la Suède
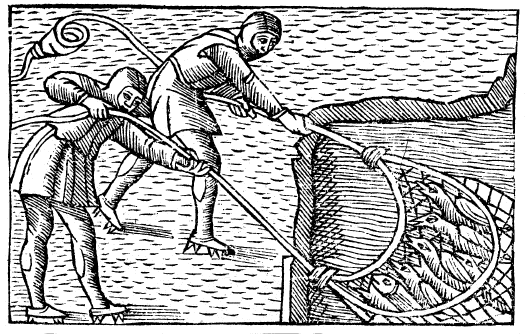
Exemple de pêche sur la glace : un fillet est traîné sous la glace et est hissé hors de l'eau par un trou. Remarquez les détails : les pêcheurs portent des chaussures à crampons pour se tenir sur la glace.
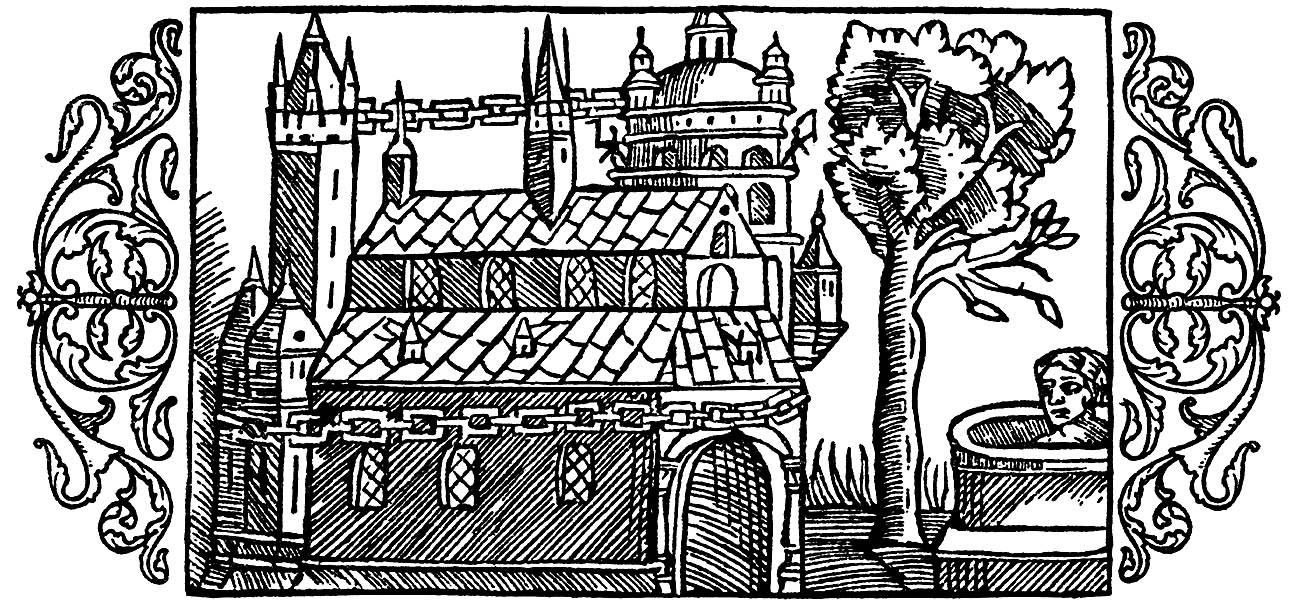
Gravure sur bois représentant le temple d'Uppsala tel que décrit par Adam de Brême et réalisé en 1555 par Olaus Magnus,  Historia de Gentibus Septentrionalibus.